# Емаузи
Манастир у Емаузима, познат под именом На Слованима или Емаузи се налази у Прагу, главном граду Чешке Републике. Основао га је чешки краљ Карло IV 21. новембра 1347. за свештенички ред бенедиктинаца. Налази се у Прагу 2.